# Basilique-archicathédrale Saints-Pierre-et-Paul de Poznań
Cette  cathédrale n’est pas la seule cathédrale Saint-Pierre-et-Saint-Paul.
La basilique-archicathédrale Saints-Pierre-et-Paul de Poznań (en polonais : bazylika archikatedralna Świętych Apostołów Piotra i Pawła w Poznaniu) est une église située à Poznań en Pologne. Dédiée à l'apôtre saint Pierre et à saint Paul de Tarse, elle est le siège de l'archidiocèse métropolitain de Poznań. Incendiée, démolie et reconstruite à plusieurs reprises, elle est actuellement de style néo-gothique.
Son titre d'archicathédrale résulte de la bulle De salute animarum du 16 juillet 1821, par laquelle le pape Pie VII a élevé le diocèse de Poznań au rang d'archidiocèse métropolitain.
Par la lettre apostolique Posnaniae decus merito du 19 décembre 1962, le pape Jean XXIII l'a honorée du titre et des privilèges de basilique mineure.

## Histoire
La cathédrale est le lieu de sépulture de plusieurs souverains de Pologne :
- Mieszko Ier ;
- Boleslas Ier ;
- Mieszko II ;
- Casimir Ier le Restaurateur ;
- Ladislas Odonic ;
- Przemysl Ier ;
- Boleslas le Pieux ;
- Przemysl II.

## Architecture
L'édifice est dominé par les tours jumelles élancées de la façade cuivrée de 62 mètres de haut. La partie absidale s'enroule entre trois chapelles aux couronnements bulbeux et aux lanternes baroques. L'intérieur, divisé en trois nefs gothiques avec chapelles latérales et déambulatoire, abrite des œuvres d'art remarquables, notamment les stalles en bois du XVIe siècle et le polyptyque du maître-autel, de l'école de Veit Stoss. De belles tombes d'évêques de style Renaissance et baroque s'ouvrent le long du déambulatoire et dans les chapelles latérales. Derrière le chœur, au-delà du déambulatoire, s'ouvre la chapelle axiale de Złota Kaplica, « chapelle dorée », décorée en 1836 dans le style byzantin et restée intacte depuis la guerre.

## Galerie

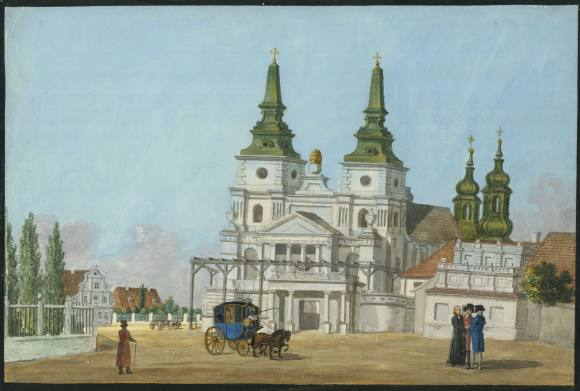
Façade (illustration 1798).
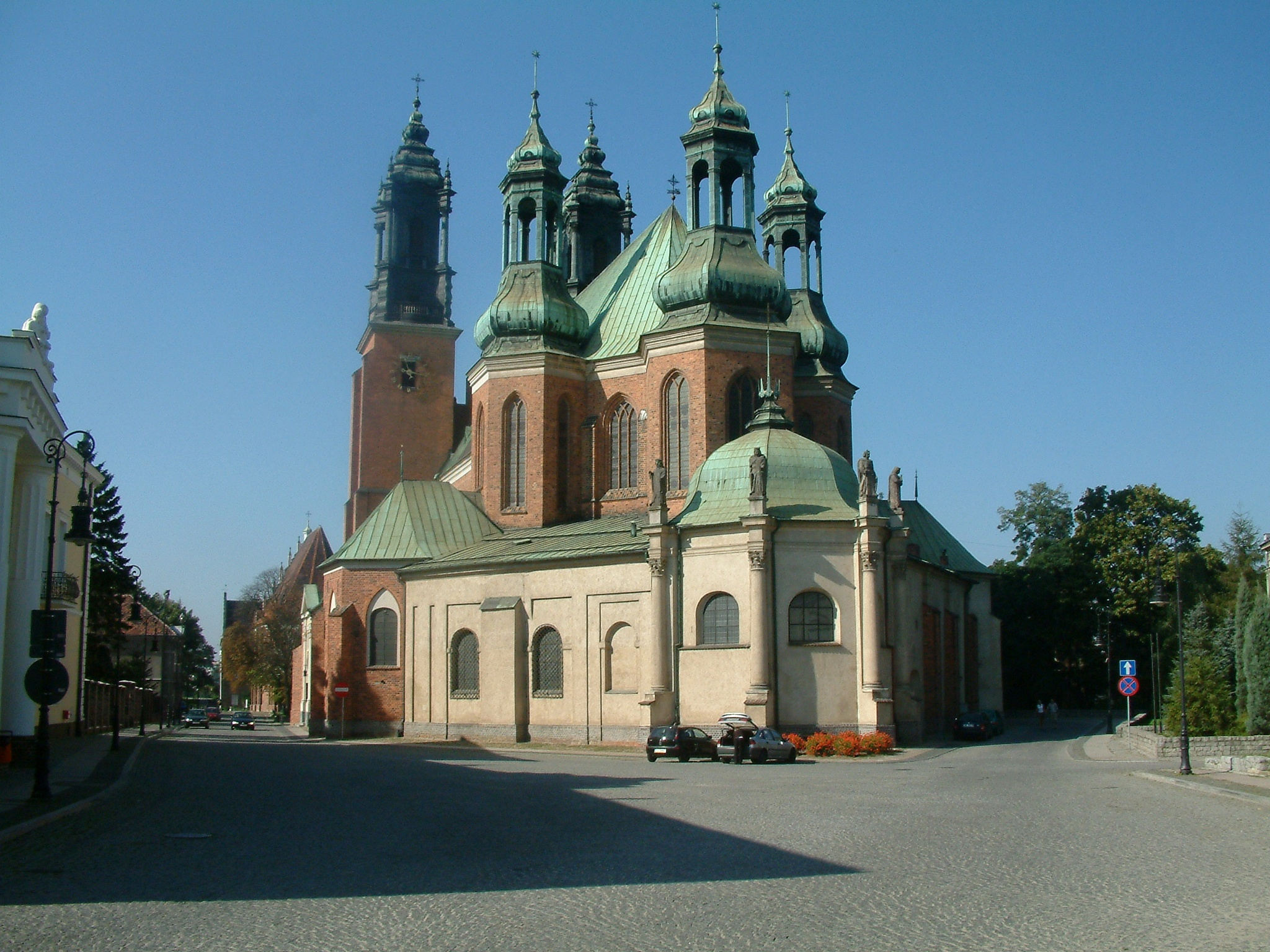
Vue de la façade est.
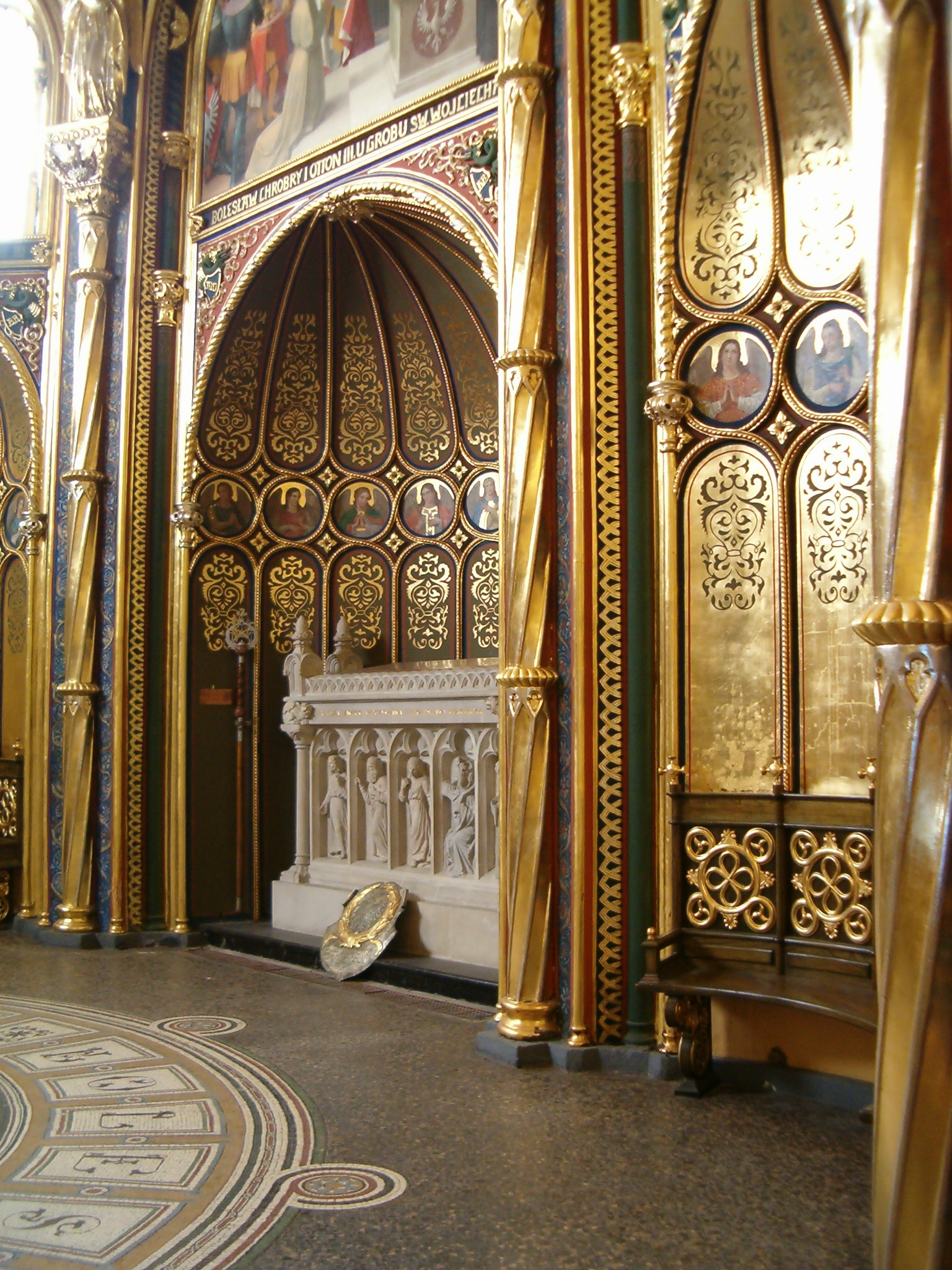
Tombe de Mieszko Ier et Boleslas Ier.
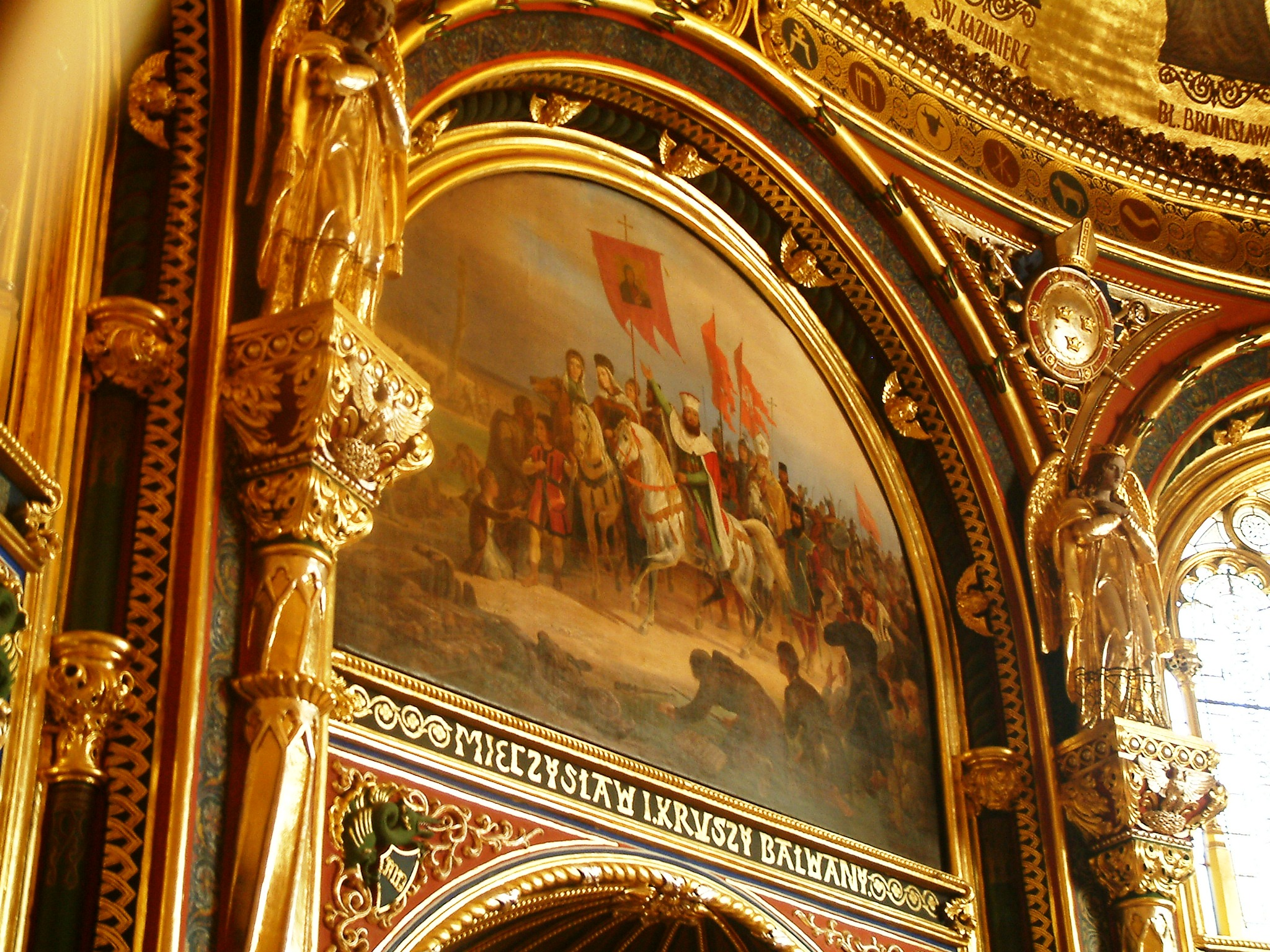
Mieczysław Ier par Janvier Suchodolski.
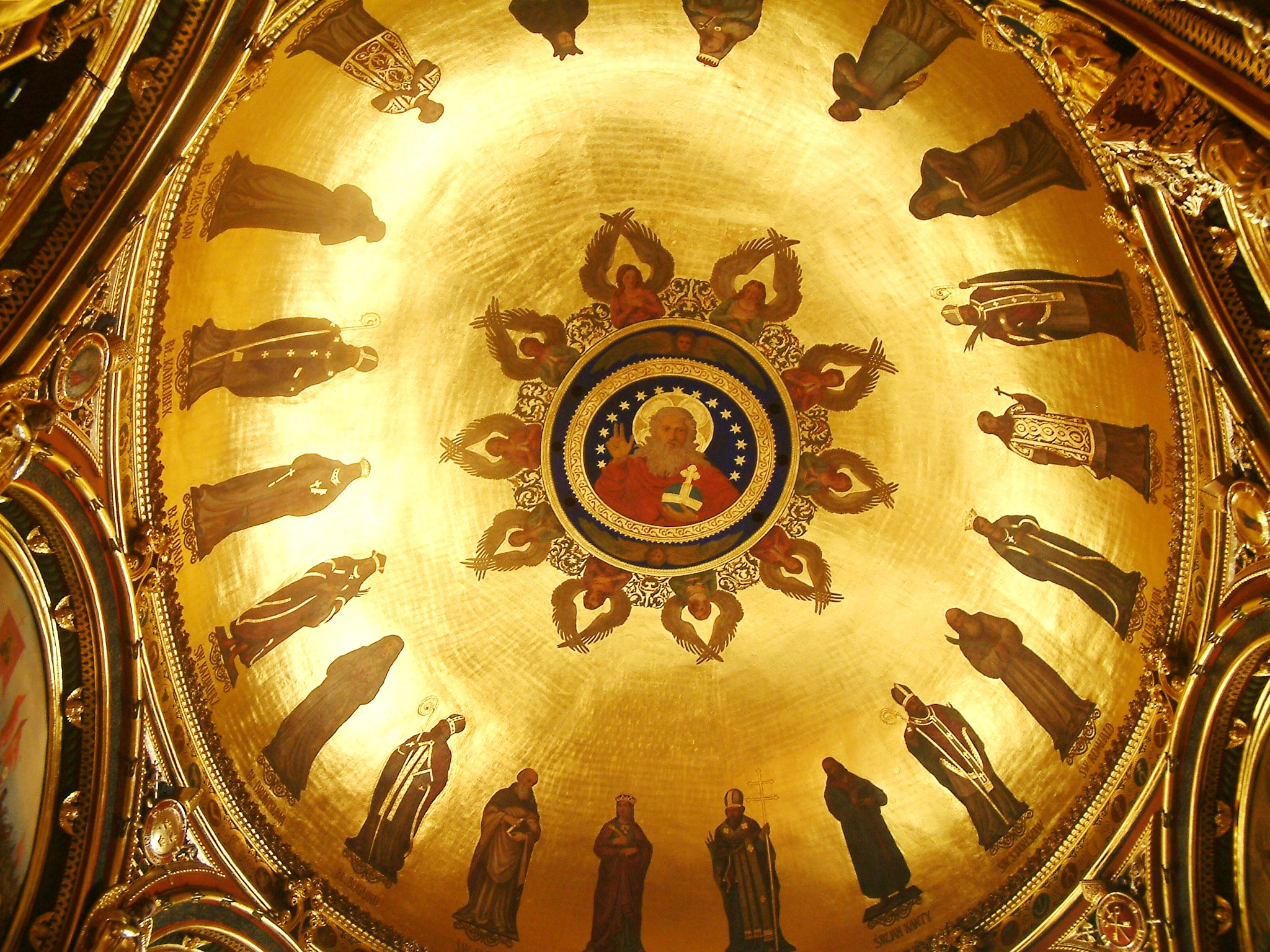
Dôme de la chapelle dorée.
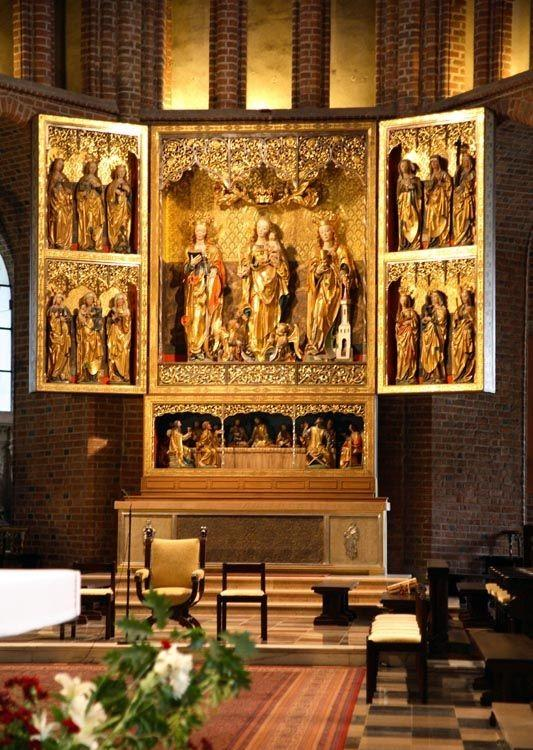
Autel.
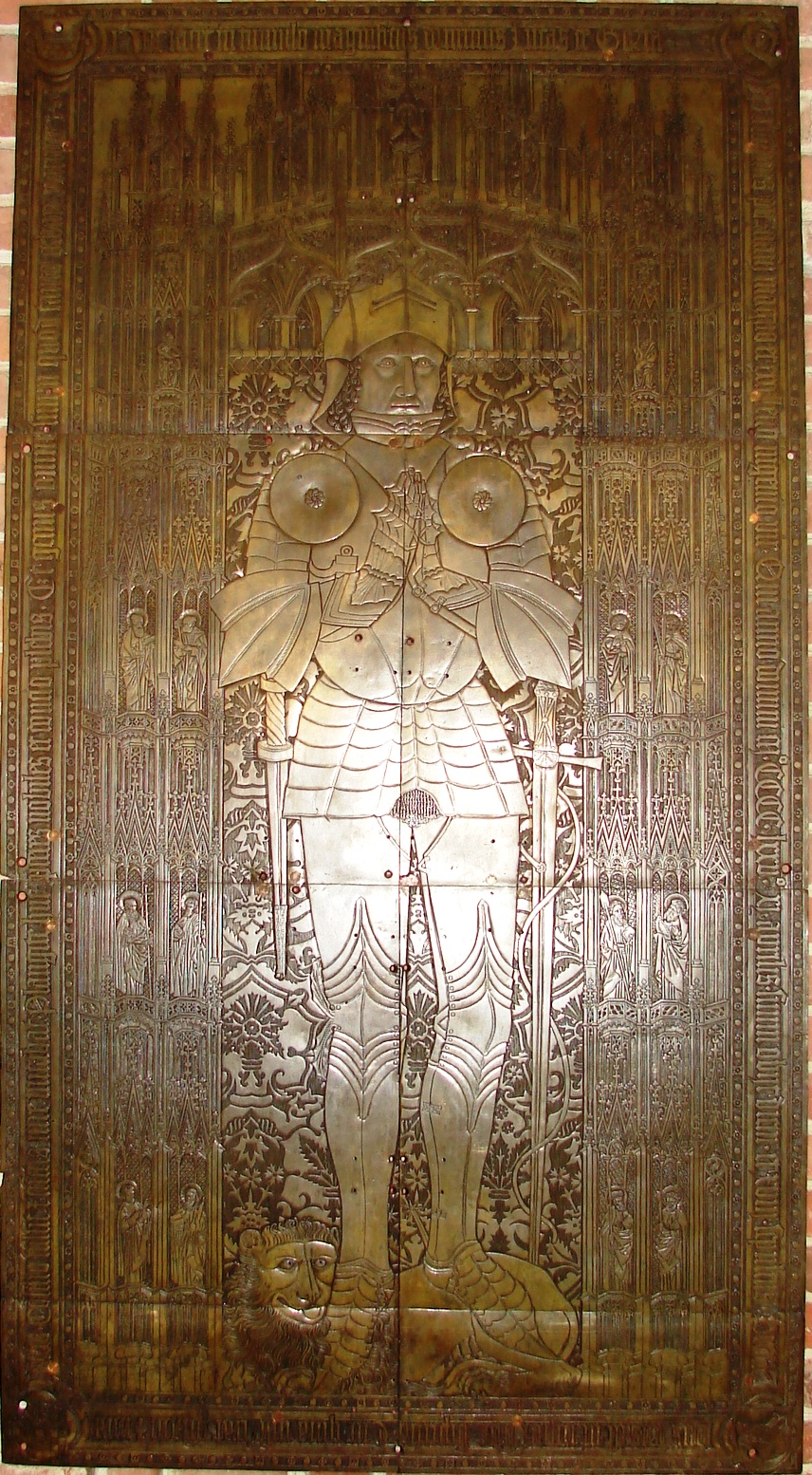
Pierre tombale du voïvode Łukasz Ier Górka.
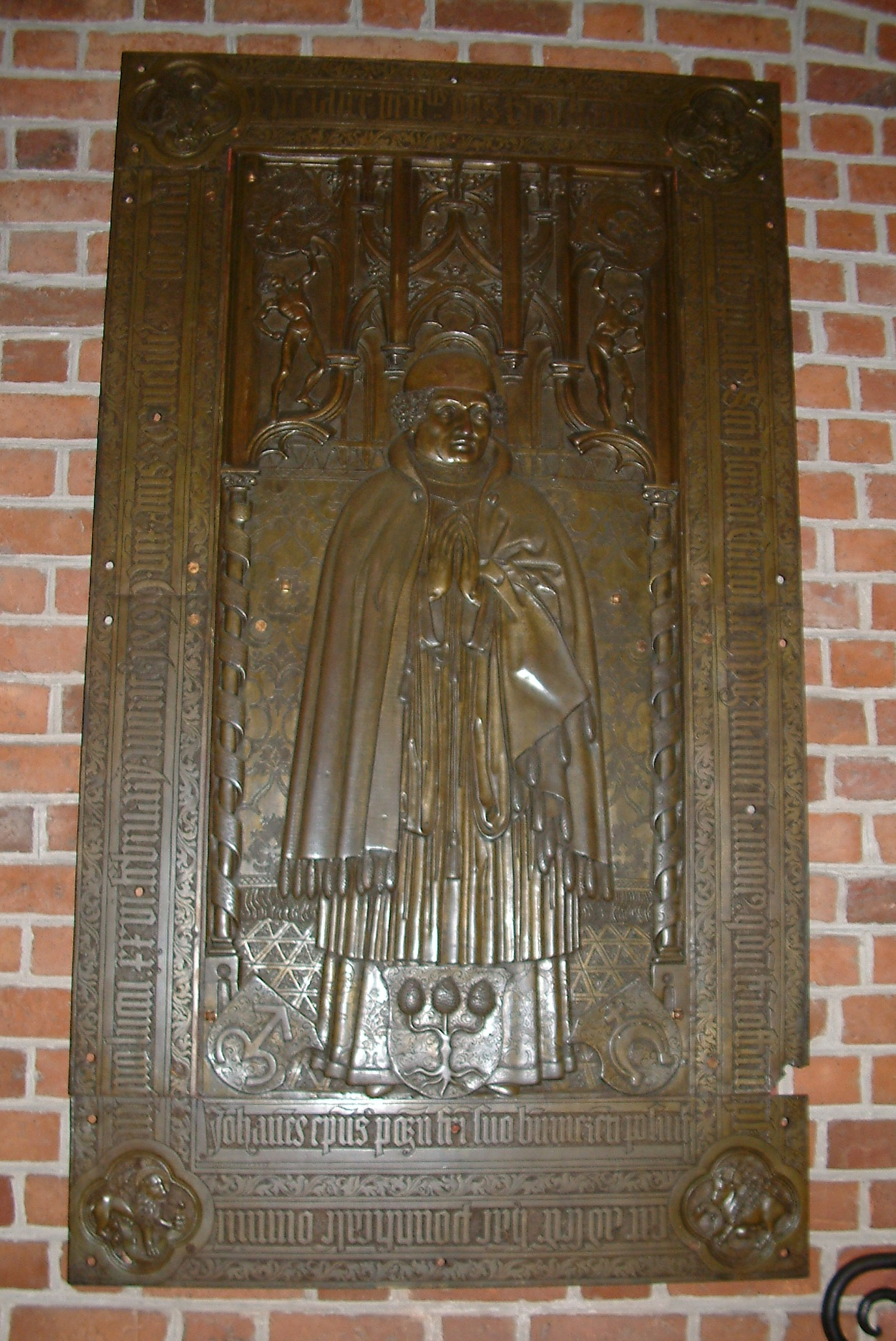
Pierre tombale du chanoine Bernard Lubranski.
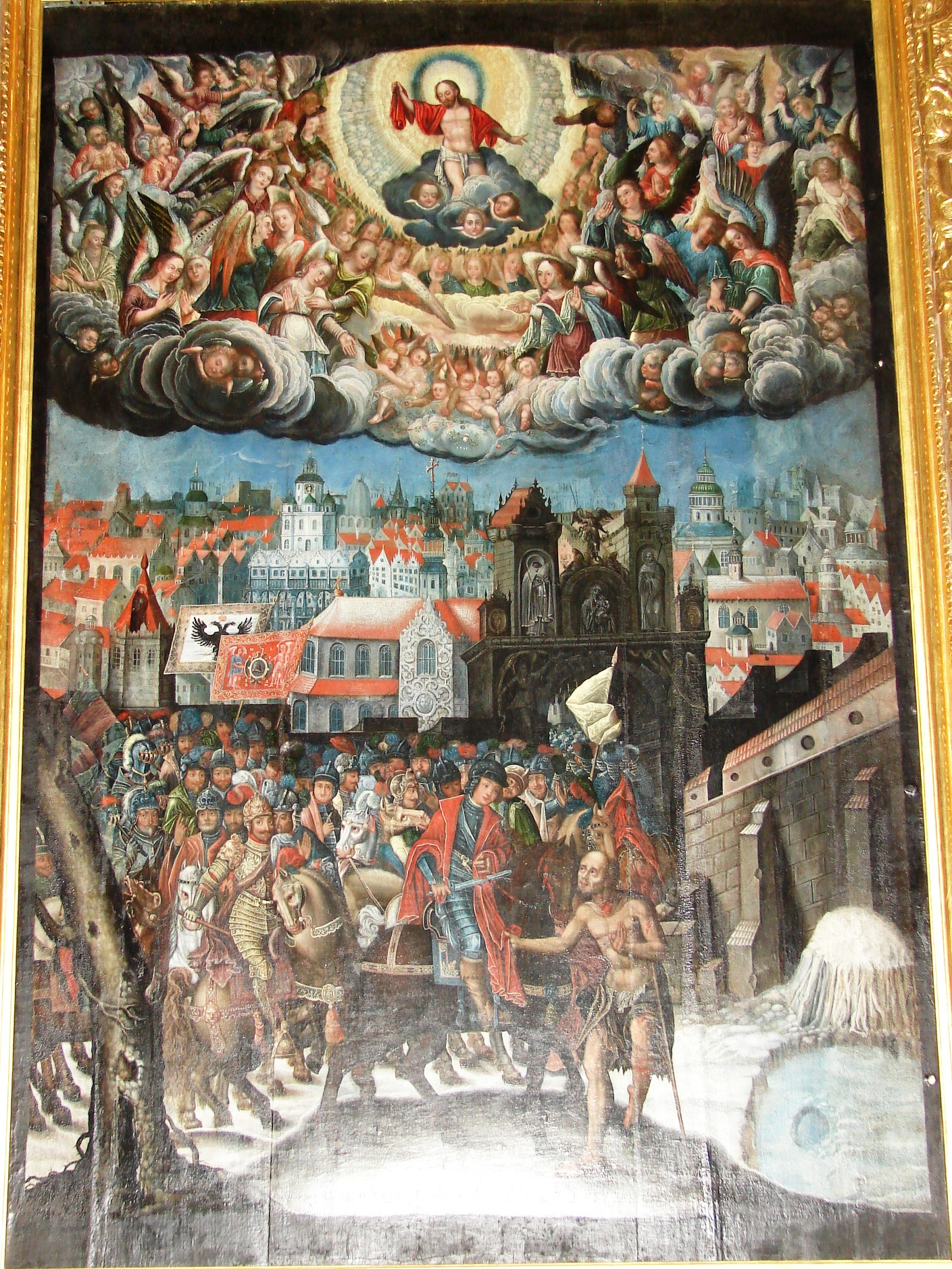
Entrée de Saint-Martin à Amiens.
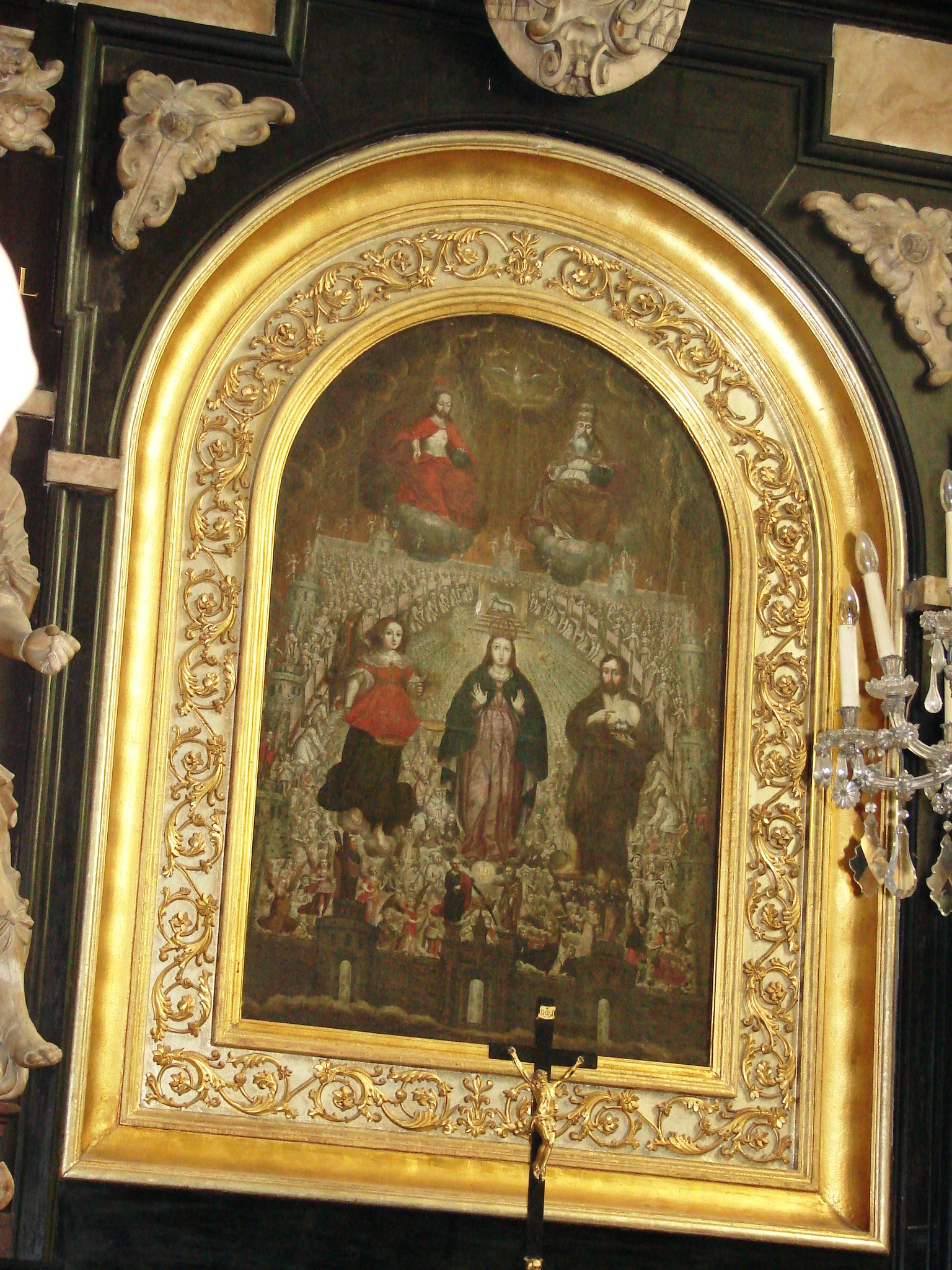
Jérusalem céleste.
Plan de la cathédrale.